# Kees Heynsius
Cornelis Everhardus (Kees) Heynsius (Schoonhoven, 29 april 1890 – Amsterdam, 15 mei 1981) was een Nederlandse kunstschilder die werkte in de trant van het Amsterdams impressionisme.

## Biografie
Heynsius woonde en werkte onder meer in Den Haag, Laren en Amsterdam. Hij verkreeg zijn opleiding tot kunstschilder aan de Koninklijke Academie van Beeldende Kunsten te Den Haag. Hij schilderde, tekende en aquarelleerde in de trant van het Amsterdams Impressionisme. Zijn schilderstijl werd sterk beïnvloed door de werken van Paul Cézanne en Maurice de Vlaminck. Zijn favoriete onderwerpen waren landschappen, stads- en dorpsgezichten, paarden en stillevens met bloemen. Met name later in zijn carrière richtte hij zich op het Zuid-Franse landschap van de Provence.
Heynsius was lid van de kunstenaarssociëteit Arti et Amicitiae te Amsterdam en van de kunstsociëteiten "De Sphinx" en "Amicitiae" te Leiden, Pulchri Studio en de Hollandse Kunstenaarskring te Den Haag. Tevens was Heynsius de penningmeester van de kunstenaarsvereniging De Onafhankelijken te Amsterdam.
Heynsius trachtte in deze laatste functie te bemiddelen in de rel die in 1933 uitbrak toen de directeur van het Stedelijk Museum, David Röell, twee schilderijen van leden van De Onafhankelijken met instemming van het gemeentebestuur liet verwijderen van de voorjaarstentoonstelling. Dit gebeurde omdat zij in strijd zouden zijn met de goede smaak en zeden. Het ging om de doeken "De Namiddag" van Joop Moesman en "Selig sind die Armen" van Horst Strempel. Ondanks de inspanningen van penningmeester Heynsius bleef men bij de weigering en daarop besloot de vereniging de expositie te sluiten.

## Prijzen en tentoonstellingen
Heynsius behaalde de Gouden Médaille (1938) en de Arti Médaille (1962). Heynsius nam deel aan diverse (solo- en groeps-) tentoonstellingen (onder meer in Den Haag, Laren, Amsterdam en St. Dié). In 1938 werd in Arti et Amicitiae een overzichtstentoonstelling over hem georganiseerd. In 1950 volgde een jubileumtentoonstelling in de Kunstzaal Hamdorff te Laren. Werk van Heynsius is opgenomen in diverse particuliere-, bedrijfs- en overheidscollecties waaronder de collectie van het Stedelijk Museum te Amsterdam, het Gemeentemuseum Den Haag en het Instituut Collectie Nederland).